# Miðdalsfjall
Miðdalsfjall är ett berg i republiken Island. Det ligger i regionen Suðurland, 60 km öster om huvudstaden Reykjavík. Toppen på Miðdalsfjall är 769 meter över havet.
Trakten runt Miðdalsfjall är nära nog obefolkad, med mindre än två invånare per kvadratkilometer. Närmaste större samhälle är Reykholt, omkring 18 kilometer sydost om Miðdalsfjall. Trakten runt Miðdalsfjall består i huvudsak av gräsmarker.